# Кларксвілл (Айова)
Кларксвілл (англ. Clarksville) — місто (англ. city) в США, в окрузі Батлер штату Айова. Населення — 1264 особи (2020).

## Географія
Кларксвілл розташований за координатами 42°46′45″ пн. ш. 92°40′6″ зх. д. / 42.77917° пн. ш. 92.66833° зх. д. (42.779176, -92.668403).  За даними Бюро перепису населення США в 2010 році місто мало площу 3,55 км², з яких 3,45 км² — суходіл та 0,10 км² — водойми.

## Демографія
Згідно з переписом 2010 року, у місті мешкало 1439 осіб у 573 домогосподарствах у складі 401 родини. Густота населення становила 405 осіб/км².  Було 619 помешкань (174/км²).
Расовий склад населення:
| - 98,0 % — білих - 0,4 % — азіатів - 0,2 % — корінних американців - 0,1 % — вихідців з тихоокеанських островів - 0,1 % — чорних або афроамериканців |

До двох чи більше рас належало 1,1 %. Частка іспаномовних становила 1,2 % від усіх жителів.
За віковим діапазоном населення розподілялося таким чином: 24,7 % — особи молодші 18 років, 55,3 % — особи у віці 18—64 років, 20,0 % — особи у віці 65 років та старші. Медіана віку мешканця становила 40,2 року. На 100 осіб жіночої статі у місті припадало 92,1 чоловіків;  на 100 жінок у віці від 18 років та старших — 90,0 чоловіків також старших 18 років.
Середній дохід на одне домашнє господарство  становив 51 266 доларів США (медіана — 43 750), а середній дохід на одну сім'ю — 61 846 доларів (медіана — 59 318). Медіана доходів становила 39 917 доларів для чоловіків та 32 917 доларів для жінок. За межею бідності перебувало 11,5 % осіб, у тому числі 14,5 % дітей у віці до 18 років та 6,1 % осіб у віці 65 років та старших.
Цивільне працевлаштоване населення становило 584 особи. Основні галузі зайнятості: освіта, охорона здоров'я та соціальна допомога — 28,6 %, виробництво — 23,6 %, роздрібна торгівля — 9,4 %, будівництво — 6,7 %.